# Rasmus Lindberg
Rasmus Martin Lindberg, född 25 mars 1980, är en svensk dramatiker och regissör från Luleå. Utbildad på DI (dramatiska institutet) i Stockholm mellan 2005 och 2008, och har sedan dess haft en rad framgångsrika pjäser, varav ett antal översatts till ett flertal europeiska språk, förutom franska, engelska, tyska och ryska även till kroatiska och georgiska. Han är utgiven och spelad i en rad länder. 
Lindberg har bl.a. skrivit pjäsen Ljusets hastighet (2003) som hade uruppförande på Norrbottensteatern. För Jämtlands Länsteater har Rasmus Lindberg på beställning skrivit en triptyk av pjäser (Dan då Dan dog (2005), Förödelsedagsbarnet (2008) och Den som lever får dö (2010)). 
Lindbergs texter arbetar med samtidigheter, ett snabbt flöde av parallellscener, och tematiska associativa överlappningar, där rummet och tiden formar sig efter rollpersonernas tankar och tolkningar av verkligheten. Stilen är en blandning av komik, filosofi och digraste existentiella allvar, och greppet om publiken uppnår han genom de ständiga växlingarna mellan dessa nivåer. Döden, minnet och tiden är återkommande och centrala teman.
Lindberg har skrivit ett dussintal pjäser, bland andra
- Sannas Sanna Jag (2014)
- Barn och deras barn (2014)
- ID (2006)
- Svårast är det med dom värdelösa (2002)
- Anna Håkanssons ilska och ursinne (2001)
- Vattenmängd under broarna (2001)

Lindberg har sin hemmascen på Norrbottensteatern sedan 2008 men frilansar också på deltid. Hösten 2011 sätter han upp Noréns "Natten är dagens moder" på Norrbottensteatern, och våren 2012 kommer att han att regissera sin egen pjäs "Ljusets hastighet" på Västernorrlands länsteater i Sundsvall. 2014 satte han också upp sin nya pjäs Barn och deras barn på Västmanlands teater med bland andra Jan Modin, Jesper Feldt och Elin Norin i rollerna.